# The Pokémon Company
The Pokémon Company (株式会社ポケモン, Kabushiki-gaisha Pokemon) est la coentreprise qui gère la marque Pokémon à travers le monde.

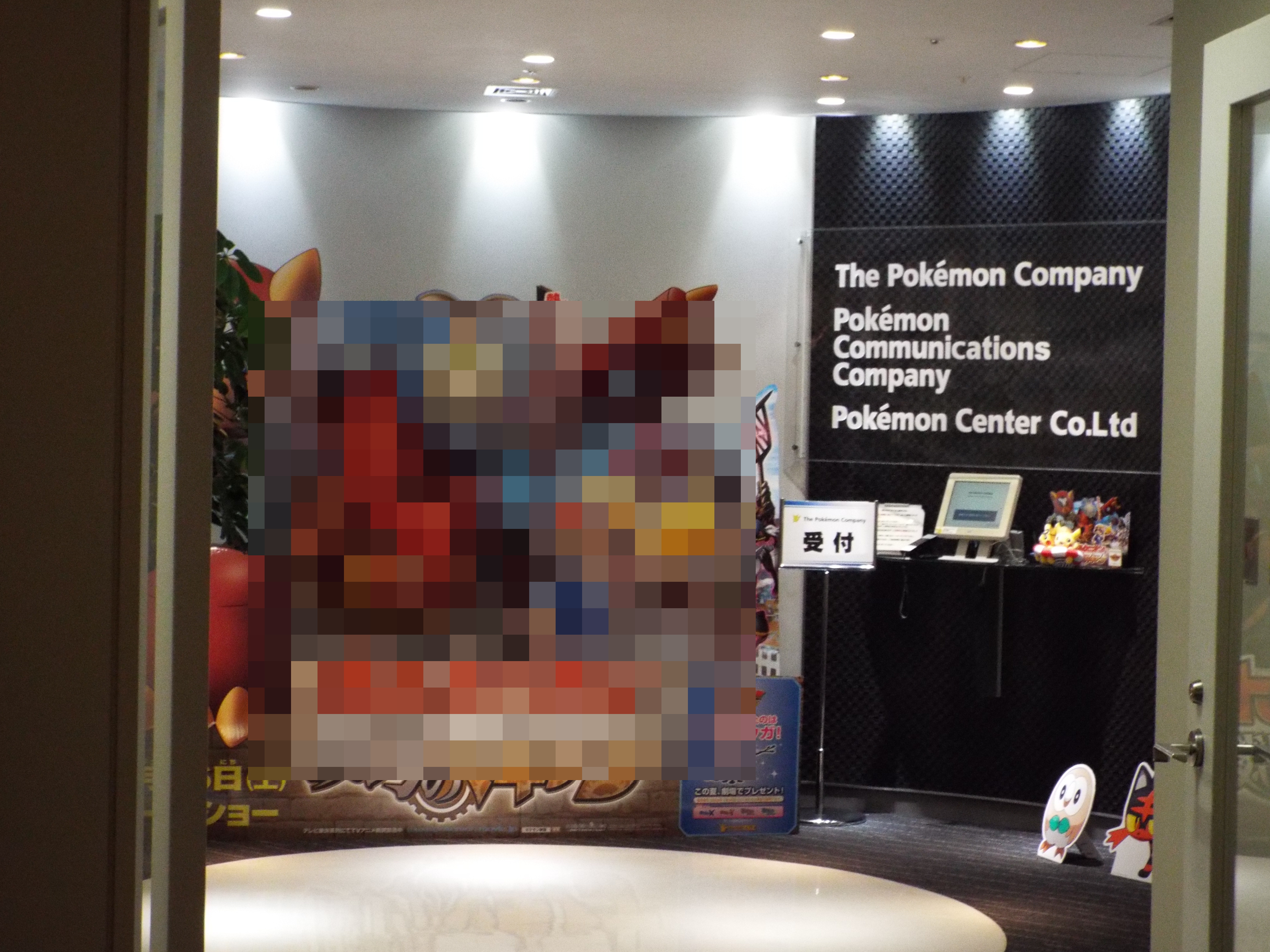
The Pokémon Company à Tokyo.

Depuis 2001, la majorité des produits sous licence Pokémon portent la marque « Pokémon » dans les mentions du copyright, en lieu et place de celle des trois sociétés qui conçoivent ces produits : Nintendo, Game Freak et Creatures.

## Jeux édités
- Pokémon Mini
- Pokémon Rubis et Saphir
- Pokémon Pinball : Rubis et Saphir
- Pokémon Channel
- Pokémon Box
- Pokémon Colosseum
- Pokémon Rouge Feu et Vert Feuille
- Pokémon Émeraude
- Pokémon XD : Le Souffle des Ténèbres
- Pokémon Dash
- Pokémon Ranger
- Pokémon : Donjon mystère - Équipe de secours rouge et bleue
- Pokémon Link!
- Pokémon Diamant et Perle
- Pokémon Battle Revolution
- Pokémon Battrio
- Pokémon : Donjon mystère - Explorateurs du temps et de l'ombre
- Pokémon Ranger : Nuit sur Almia
- Pokémon Platine
- Pokémon : Donjon mystère - Les Portes de l'infini
- Pokémon Or HeartGold et Argent SoulSilver
- Pokémon Rumble
- PokéPark Wii : La Grande Aventure de Pikachu
- Pokémon Ranger : Sillages de lumière
- Pokémon Noir et Blanc
- Super Pokémon Rumble
- PokéPark 2 : Le Monde des Vœux
- Pokémon Noir 2 et Blanc 2
- Pokémon Rumble U
- Pokémon X et Y
- Pokémon Link: Battle!
- Pokémon Rubis Oméga et Saphir Alpha
- Pokémon Shuffle
- Pokémon Rumble World
- Pokkén Tournament
- Pokémon Méga Donjon Mystère
- Pokémon Soleil et Lune
- Pokémon Ultra-Soleil et Ultra-Lune
- Détective Pikachu
- Pokémon Épée et Bouclier
- Légendes Pokémon : Arceus
- Pokémon Écarlate et Violet
- Légendes Pokémon : Z-A

## Données économiques
L'entreprise est détenue à parts égales par Nintendo, Creatures et Game Freak.